# Святые отшельники (триптих Босха)
«Святые отшельники» — триптих нидерландского художника Иеронима Босха. Триптих находится в сильно повреждённом состоянии.
Иероним Босх часто избирал темой своих картин жития святых. В отличие от традиций средневековой живописи Босх редко изображает сотворённые ими чудеса и выигрышные, зрелищные эпизоды их мученичества, которые приводили в восторг людей того времени. Художник прославляет «тихие» добродетели, связанные с самоуглублённой созерцательностью. У Босха нет ни святых воителей, ни нежных дев, отчаянно защищающих своё целомудрие. Его герои — отшельники, предающиеся благочестивым размышлениям на фоне пейзажей.
На триптихе «Святые отшельники», который Босх написал в середине своего творческого пути, изображены три вариации этой темы. Жития всех троих отражают аскетический идеал и умерщвление плоти, которые были воспеты в трактате «Подражание Христу», постоянную молитву и благочестивые размышления.

«Какую силу самоотречения являет нам жизнь святых отцов, удалившихся в скиты! С какими долгими и мучительными искушениями приходилось им бороться! Как часто одолевал их дьявол! Как жарко и много молились они господу!.. Как велико и горячо было их рвение к усовершенствованию своего духа! Какое мужество выказали они, ведя битву со своими пороками!»
Фома Кемпийский

Предположительно на создание триптиха Босха вдохновила «Книга высшей правды» нидерландского мистика Яна ван Рёйсбрука, в котором отшельники Антоний, Иероним и Эгидий воплощают три степени восхождения к высшей правде.
В центральной части св. Иероним устремляет пристальный взгляд на распятие, находя в нём прибежище и спасение от сил зла, которые воплощены в руинах языческого капища, разбросанных вокруг, и в двух сцепившихся в смертельной схватке монстрах на переднем плане.

## Левая створка

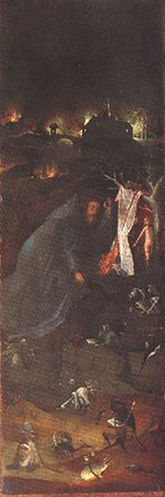
Левая створка. 86,5 х 29 см. Св. Антоний

На левой створке св. Антоний противостоит любовному натиску дьяволицы, пытающейся соблазнить его. Св. Антоний — один из наиболее близких Босху святых, проведший в египетской пустыне большую часть жизни.

## Правая створка

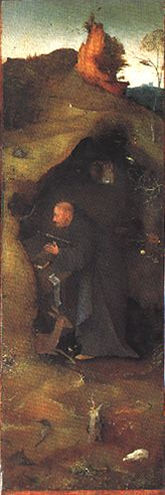
Правая створка. 86,5 х 29 см. Св. Эгидий

На правой створке изображён св. Эгидий, уютно устроившись в пещере, которая служит ему часовней, молится пред алтарём. Торчащая из его груди стрела — традиционный атрибут изображения этого святого, который спас любимую олениху, заслонив её от стрел охотников собственной грудью.